# Michel Sapin
Michel Sapin (ur. 9 kwietnia 1952 w Boulogne-Billancourt) – francuski polityk, parlamentarzysta, a także minister w różnych rządach.

## Życiorys
Absolwent École normale supérieure, uzyskał promocję w École nationale d’administration. Podjął pracę w sądownictwie administracyjnym.
W 1975 przystąpił do Partii Socjalistycznej. W 1989 został radnym Nanterre. W latach 1995–2001 i 2002–2004 był merem Argenton-sur-Creuse. Od 2007 do 2012 ponownie zajmował to stanowisko. Pełnił funkcję radnego regionu Île-de-France (1992–1994), departamentu Indre (1998–2004), prezydenta Regionu Centralnego (2004–2007).
W latach 1981–1991 był posłem do Zgromadzenia Narodowego, początkowo z Indre, następnie z Hauts-de-Seine. W 1988 krótko pełnił funkcję wiceprzewodniczącego niższej izby parlamentu.
Od maja 1991 do kwietnia 1992 pełnił funkcję ministra delegowanego przy ministrze sprawiedliwości w rządzie Édith Cresson. Następnie do marca 1993 był ministrem gospodarki i finansów w gabinecie Pierre’a Bérégovoy. Później zasiadał w radzie ds. polityki monetarnej banku centralnego. W marcu 2000 wrócił do rządu, w gabinecie Lionela Jospina objął tekę ministra ds. służb publicznych i reformy stanu. Urząd ten sprawował do maja 2002.
W wyborach w 2007 ponownie został posłem do Zgromadzenia Narodowego. 16 maja 2012 objął urząd ministra pracy, zatrudnienia i dialogu społecznego w rządzie, którego premierem został Jean-Marc Ayrault. Utrzymał to stanowisko także w drugim rządzie tego samego premiera (od 21 czerwca 2012).
2 kwietnia 2014 przeszedł na urząd ministra finansów i wydatków publicznych w rządzie Manuela Vallsa. Pozostał na tej nim również w utworzonym w sierpniu 2014 jego drugim rządzie, zaś 30 sierpnia 2016 powierzono mu stanowisko ministra gospodarki i finansów. Utrzymał tę funkcję również w utworzonym w grudniu 2016 rządzie Bernarda Cazeneuve’a. Zakończył urzędowanie wraz z całym gabinetem w maju 2017.

## Odznaczenia
- Wstęga Orderu Orła Azteckiego (Meksyk, 2016)[4]